# Lương Văn Hải
Lương Văn Hải (sinh 1960) là đại biểu Quốc hội Việt Nam khóa 12, thuộc đoàn đại biểu Bình Thuận.